# Setherial

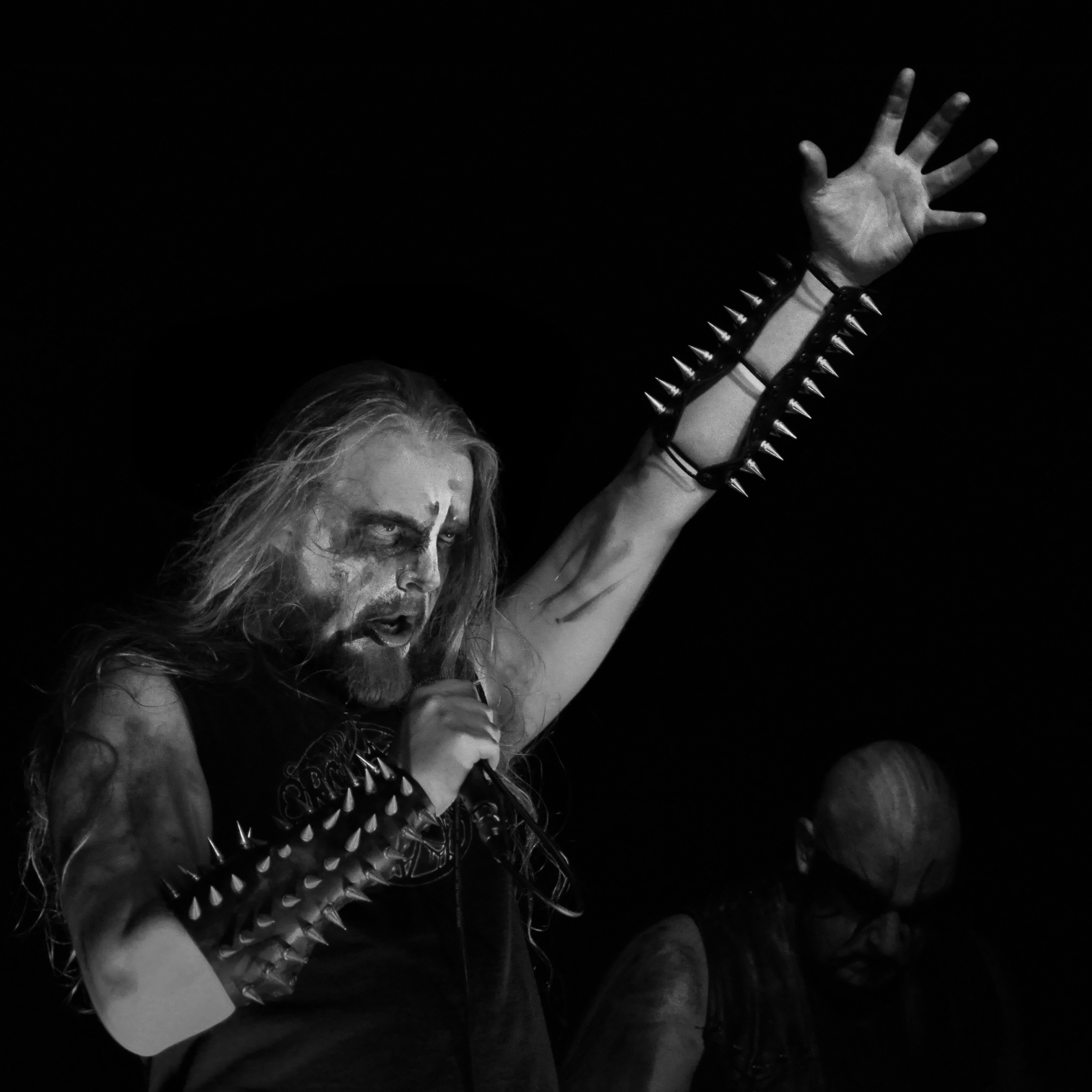
Setherial, Igel Rock 2010

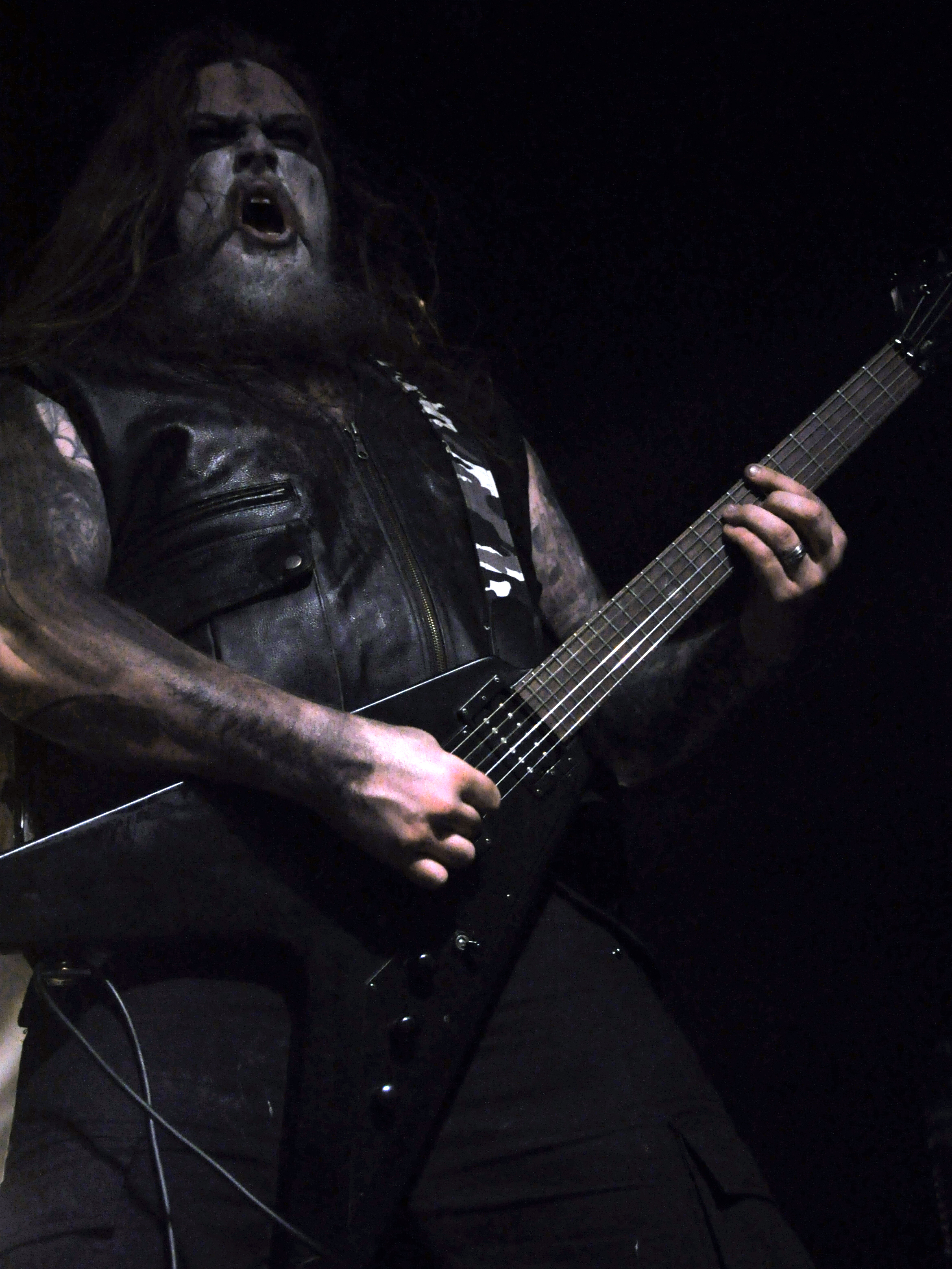
Setherial, Paris BMIR 2009

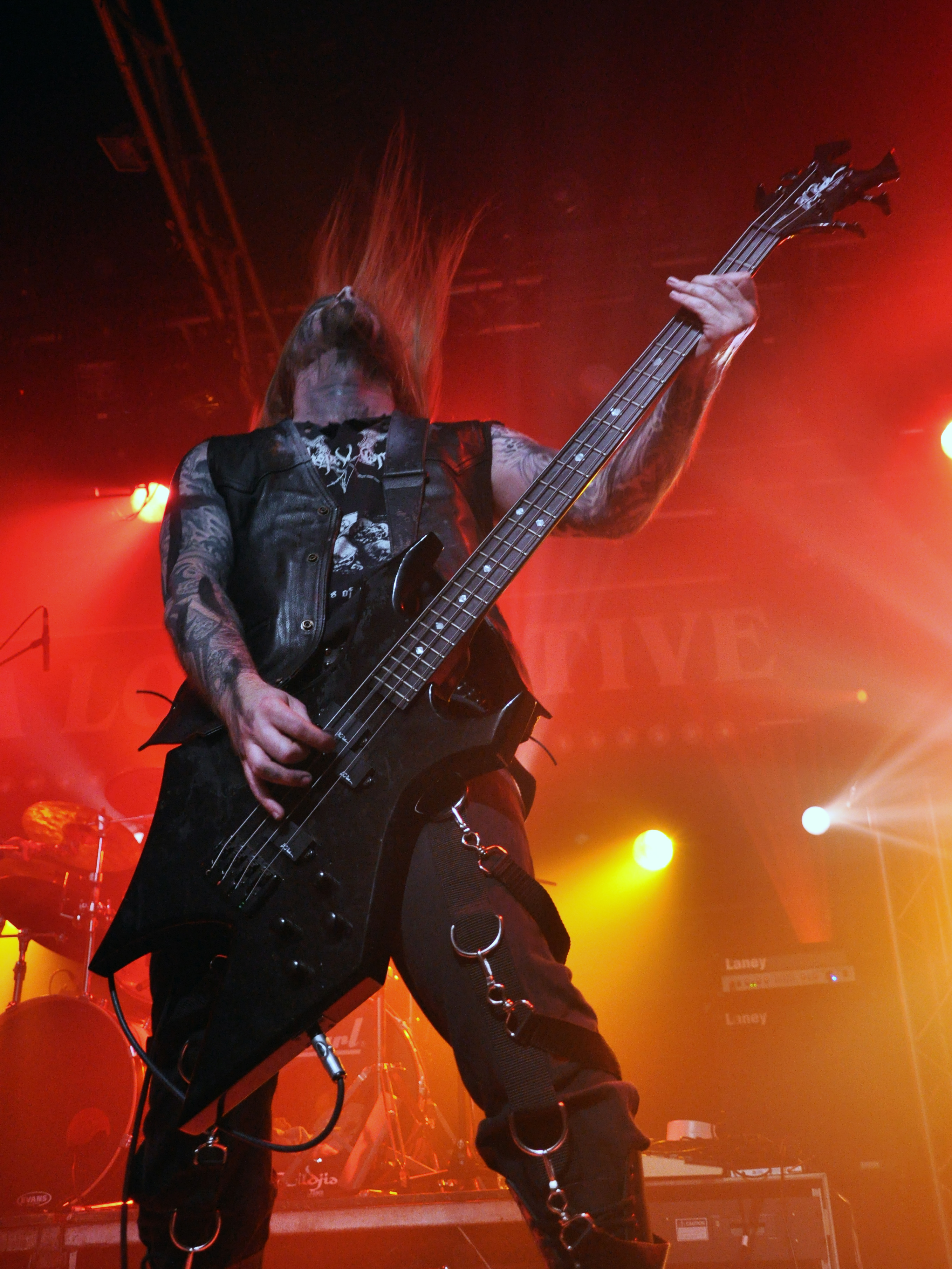
Setherial, Paris BMIR 2009

Setherial je švédská blackmetalová kapela ze Sundsvallu.
Zformovala se v roce 1993, zakládajícími členy byli kytarista Alastor Mysteriis a baskytarista Devolthan. Záhy se přidali Cheeroth (vokály) and Zathanel (bicí). Hraje rychlejší styl black metalu na způsob skupin Marduk nebo Dark Funeral.
Ve svých textech kapela prezentuje satanismus a uctívání smrti a temnoty.
Debutové studiové album s názvem Nord... vyšlo v roce 1996 u rakouského vydavatelství Napalm Records.

## Diskografie
Dema
- A Hail to the Faceless Angels (1994)

Studiová alba
- Nord... (1996)
- Lords of the Nightrealm (1998)
- Hell Eternal (1999)
- Endtime Divine (2003)
- Death Triumphant (2006)
- Ekpyrosis (2010)

EP
- För dem mitt blod (1995)
- Treason (2011)
- Firestorms (2013)

Kompilační alba
- From the Ancient Ruins (2003)
- Nord... / Hell Eternal (2008) – obsahuje alba Nord... (1996) a Hell Eternal (1999) na 2 CD

Split nahrávky
- Setherial / Sorhin Promo (1996) – promo-audiokazeta společně se švédskou kapelou Sorhin

## Sestava

### Současní členové
- Infaustus – vokály (2003–)
- Kraath – kytara, baskytara (1994–), vokály (1994–1996, 1998)
- Alastor Mysteriis – baskytara, bicí (1998–), kytara (1993–1998)
- Empyrion – bicí, (2010–)